# Морена, Эрна
Эрна Морена (нем. Erna Morena, урожд. Эрнестина Мария Фукс (нем. Ernestine Maria Fuchs); 24 апреля 1885, Ашаффенбург — 21 июля 1962, Мюнхен) — немецкая актриса немого кино.

## Биография
Будущая актриса родилась в буржуазной семье; её братом был редактор Фридрих Фукс. В возрасте семнадцати лет она изучала историю искусств и посещала курсы керамистов в Мюнхене, потом на несколько месяцев уехала в Париж, по возвращении устроилась работать медсестрой в Страсбурге. В 1910 году Эрнестина перебралась в Берлин, где продолжала работать в госпитале и одновременно посещала театральное училище Макса Рейнхардта. Уже через год вошла в состав труппы берлинского театра.
В 1913 году актриса дебютировала на киноэкране в картине «Сфинкс» Ойгена (Енё) Иллеша, венгерского режиссёра, работавшего в Германии. Впоследствии они много работали вместе — всего актриса появилась в девяти фильмах Иллеша. Далее она перешла на киностудию PAGU, и одним из самых заметных её фильмов того времени стала экранизация романа Дюма «Дама с камелиями» — картина Пауля Лени «Примавера», где её партнером выступил актёр Гарри Лидтке. С самого начала её карьеры критики благосклонно отзывались о её игре.
В 1915 году Эрнестина вышла замуж за драматурга Вильгельма Херцога и прожила в браке с ним шесть лет. Именно Херцог придумал для неё новое звучное имя, и после этого актриса стала сниматься под псевдонимом Эрна Морена. В 1918 году она основала собственную киностудию, но ввиду сложного экономического положения в Германии компания обанкротилась, выпустив в 1920 году единственный фильм.
Очень продуктивным был дуэт актрисы с режиссёром Рихардом Освальдом. Их совместная работа началась с фильма 1918 года «Дневник пропавшей женщины» по роману Маргарет Боме, затем последовало ещё несколько фильмов, в том числе комедия «Мемуары Манолеску», где партнером Эрны выступил Конрад Фейдт.
В начале 20-х Эрна Морена находилась на пике карьеры, присутствуя на ведущих ролях во многих популярных картинах тех лет — так, она сыграла принцессу Савитри в приключенческом фильме «Индийская гробница». Однако к концу десятилетии её слава пошла на убыль, а после наступления эры звукового кино сорокалетняя актриса стала получать только второстепенные роли.
В 1940 году, снявшись у Файта Харлана в «Еврее Зюссе», она ушла из кинематографа, поселилась в Мюнхене и открыла пансион для художников. После эпизодического появления в фильме 1950 года «Бессмертный возлюбленный» актриса окончательно распрощалась с кино и 21 июля 1962 года скончалась в возрасте семидесяти семи лет. Всего за тридцать восемь лет кинокарьеры Эрна Морена снялась в ста фильмах.
Похоронена в Мюнхене на Нойхаузенском кладбище.